# Rue du Docteur-Albert-Schweitzer
Pour les articles homonymes, voir Schweitzer.
La rue du Docteur-Albert-Schweitzer est une voie de la commune française de Reims.

## Situation et accès
La rue Schweitzer dépend administrativement du Quartier Laon Zola. La Maison de la justice et du droit, le siège des Maisons de quartier et la Radio Primitive s'y trouvent.

## Origine du nom
Elle porte ce nom en hommage à Albert Schweitzer.

## Historique
Cette rue qui porte sa dénomination depuis 1965, a été prolongée en 1978 jusqu'à la rue de Bétheny.

## Bâtiments remarquables et lieux de mémoire
- Église Saint-Paul d'Orgeval